# Bergvik
Bergvik est une localité de Suède dans la commune de Söderhamn située dans le comté de Gävleborg.
Sa population était de 688 habitants en 2019.